# Anigros
Anigros (altgriechisch Ἄνιγρος ‚kummervoll‘) war ein Fluss in der antiken Landschaft Triphylien. Er wurde auch mit dem bei Homer erwähnten Minyēios (Μινυήϊος) identifiziert. Obwohl moderne Namen wie Mavropotamos (neugriechisch Μαυροπόταμος ‚schwarzer Fluss‘) oder Geranio (Γεράνιο) reportiert werden, kann heute kein existierender Fluss dem antiken eindeutig zugeordnet werden.
Der Anigros entsprang am Berg Lapithos und mündete nicht weit von der antiken Hafenstadt Samikon in den Golf von Kyparissia – oder versumpfte in Küstennähe, mutmaßlich einige Kilometer nördlich der modernen Stadt Zacharo, möglicherweise bei dem heutigen Schwefelsee und Heilbad Kaiafas.
In der Antike galt das Wasser des Anigros als übelriechend und ungenießbar. Als Grund wurde genannt,
- dass die Kentauren damit das Gift der Hydra aus den von den Pfeilen des Herakles verursachten Wunden gewaschen hätten,
- dass Melampus das Wasser zur Reinigung der Proitiden verwendet habe und
- dass die Mörder des Ikarios dessen Leichnam in den Quellschacht geworfen hätten (Hyginus Mythographus De astronomia 2.2).

Dennoch wurde das Wasser für heilkräftig gehalten. Man sagte ihm nach, Hautkrankheiten wie Krätze und Flechte zu heilen. Nahe der Quelle wurden seine Nymphen, die Anigriden, in Höhlen verehrt, denen Hautkranke opferten, die im Fluss badeten.
Schwere Erdbeben im Frühmittelalter, vermutlich zur Regierungszeit des Kaisers Justinian I., haben die Geomorphologie der Gegend so stark verändert, dass dadurch der Fluss verschwunden sein könnte.